# Bataille du Río San Gabriel
Guerre américano-mexicaine
Batailles
Opérations le long du Río Grande
- Fort Texas
- Palo Alto
- Resaca de la Palma

La révolte de Taos
- Cañada
- Mora
- Embudo Pass
- Pueblo de Taos

Campagne de Californie
m
- Révolte du drapeau à l'ours
- Sonoma
- Olómpali
- Monterey
- Yerba Buena
- San Diego
- Santa Barbara
- Los Angeles
- Chino
- Rancho Domínguez
- Natividad
- San Pasqual
- Santa Clara
- Río San Gabriel
- La Mesa
- Traité de Cahuenga

Campagne du Nord de Taylor
- Monterrey
- Buena Vista

Campagne de Scott
- Veracruz
- Cerro Gordo
- Contreras
- Churubusco
- Molino del Rey
- Chapultepec
- Mexico

Siège de Puebla
- Siège de Puebla
- Bataille de Huamantla

Campagne de la côte Pacifique
- Guaymas
- Mulege
- Punta Sombrero
- Mazatlán
- La Paz
- Palos Prietos et Urias
- San José del Cabo
- Siège de La Paz
- Affaire à Guaymas
- San Blas
- Manzanillo
- San José del Cabo
- Cochorio
- Bocachicacampo
- Todos Santos

La bataille du Río San Gabriel a eu lieu le 8 janvier 1847 pendant la campagne de Californie de la guerre américano-mexicaine. L'incident s'est produit sur un gué du fleuve San Gabriel, à l'endroit où se trouvent aujourd'hui certaines parties des villes de Whittier, Pico Rivera et Montebello, à environ 16 kilomètres (10 mi) au sud-est du centre-ville de Los Angeles.

## Contexte
Après la bataille de San Pasqual, l'armée de l'Ouest, malmenée, commandée par le général Stephen W. Kearny, se rend au quartier général du commodore Robert F. Stockton à San Diego, en Californie. Le prochain objectif de Stockton est de reprendre Pueblo de Los Angeles. Cette colonie a été précédemment capturée par les forces de Stockton mais a été laissée sous le commandement du capitaine Archibald Gillespie et a été perdue au profit de la milice californienne, commandée par le général José María Flores lors du siège de Los Angeles cet automne-là. La force de Stockton, qui comprend cette fois six canons, quitte San Diego les 28 et 29 décembre:189.  
Kearny et Stockton se disputent initialement le droit de commandement. Bien que Kearny ait reçu des ordres supérieurs du Département de la Guerre des États-Unis, il a auparavant renvoyé la plupart de ses troupes à Santa Fe, au Nouveau-Mexique, croyant que la guerre en Californie était terminée, et ses forces restantes ont subi de lourdes pertes lors de la bataille de San Pasqual:189 . Stockton dispose d'une force plus importante et connait bien la région, de sorte que Kearny ne conteste pas initialement le commandement de Stockton dans la campagne visant à reprendre Los Angeles:189.  

## Bataille

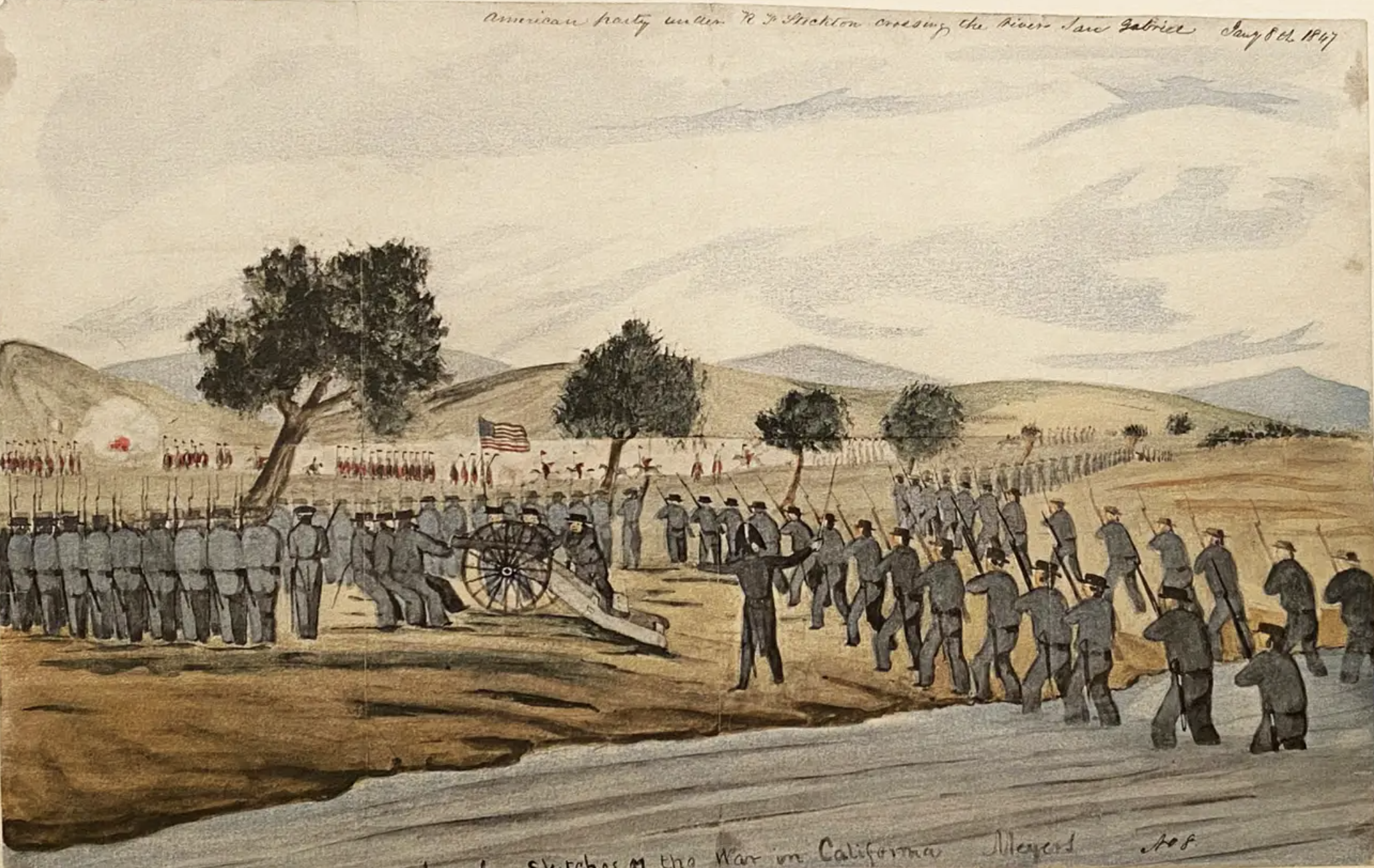
Représentation de la bataille de 1847 par William H. Meyers

Des éclaireurs américains découvrent la position mexicaine à un gué important de la rivière San Gabriel le 7 janvier 1847:190. Venant du sud, Stockton et Kearny prévoient de le traverser pour le lendemain. Les forces américaines forment un carré creux avec l'artillerie et les bagages au centre. Kearny ordonne que l'artillerie soit déchargée pour couvrir le passage, mais Stockton contre l'ordre et commence à traverser la rivière:191. La traversée s'avére particulièrement difficile car Flores est en bonne position pour la contester depuis les hautes rives de l'autre côté de la rivière. Les troupes ont de l'eau jusqu'aux genoux et le gué comporte des plaques de sable mouvant:190.  
Vers 14h00, les Américains forment un carré à deux milles de la rivière avec les bagages et le bétail au milieu, et envoient des tirailleurs en avant:190. Flores attaque le carré avec de la cavalerie, mais échoue. Des munitions de fortune et une poudre à canon inadéquate se révélent inefficaces:190. Les officiers et les soldats américains manœuvrent leurs canons tandis que le quart avant du carré se met à couvert au bord de la rivière:191. Stockton aide personnellement à dételer et à diriger l'artillerie, ce qui fait taire les deux canons californios:191.  
Kearny dirige la force d'assaut tandis que Stockton reste avec les canons. Le flanc gauche du carré prend une position sur le côté Californio du fleuve et la tient contre une contre-attaque des lanciers de la milice qui crient « Viva Los Californios ». Puis tout le carré se précipite en criant « Nouvelle-Orléans, Nouvelle-Orléans », en l'honneur de la victoire d'Andrew Jackson contre la Grande-Bretagne ce jour-là, trente et un ans auparavant:191. La charge prend les hauteurs et Flores retire ses forces, qui sont moins importantes:191. La bataille a duré une heure et demie:191.  

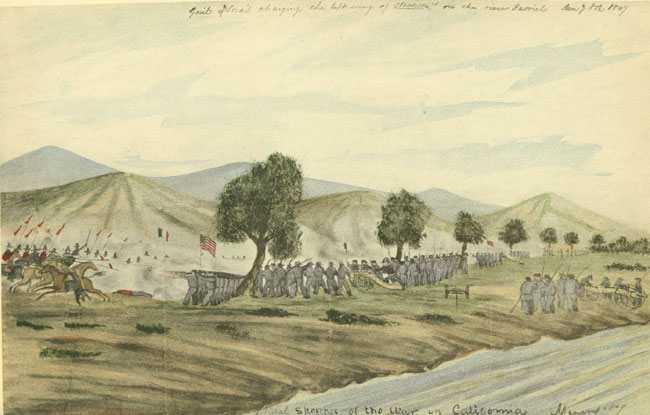
Représentation de William H. Meyers

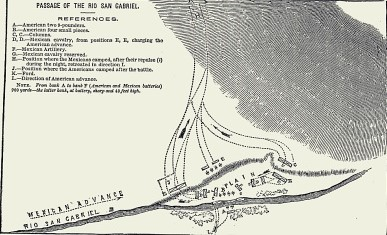
Carte de la bataille

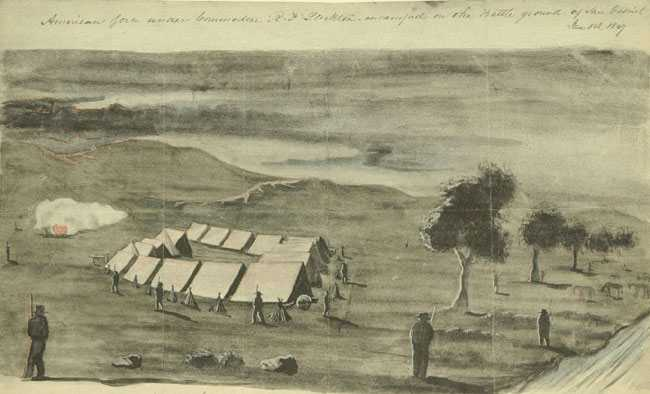
Le campement américain près de la rivière San Gabriel.

Rapport officiel du général Kearny sur la bataille :
 

« Quartier général de l'armée de l'Ouest, Ciudad de Los Angeles, Haute-Californie, 12 janvier 1847.

Monsieur, j'ai l'honneur de vous informer qu'à la demande du commodore R. F. Stockton (qui a pris ses fonctions de gouverneur de Californie en septembre dernier), j'ai consenti à prendre le commandement d'une expédition en ce lieu, capitale du pays, et que le 29 décembre, j'ai quitté San Diego avec environ cinq cents hommes, dont soixante dragons à pied, sous les ordres du capitaine Turner ; cinquante volontaires californiens, et le reste des fusiliers marins et marins, avec une batterie d'artillerie. Le lieutenant Emory, ingénieur topographe, faisait office d'adjudant général adjoint. Le commodore Stockton nous accompagna. Nous poursuivions notre route sans apercevoir l'ennemi jusqu'au 8 courant. Il apparut alors au complet, six cents hommes à cheval et quatre pièces d'artillerie, sous le commandement de leur gouverneur Flores, occupant les hauteurs devant nous, qui commandaient le passage de la rivière San Gabriel, et prêts à s'opposer à notre progression. Le dispositif nécessaire fut immédiatement mis en place : un important détachement de tirailleurs couvrait notre front, nos chariots et notre train de bagages étaient placés derrière eux, et le reste des troupes protégeait les flancs et l'arrière. Nous continuâmes alors notre route, traversâmes la rivière à gué, emportâmes les hauteurs et chassâmes l'ennemi après une action d'environ une heure et demie, au cours de laquelle ils lancèrent une charge sur notre flanc gauche qui fut repoussée ; peu après, ils se retirèrent et nous laissèrent le champ de bataille où nous campâmes cette nuit-là.

Le lendemain, le 9 courant, nous avons continué notre marche à l'heure habituelle, l'ennemi devant et sur nos flancs, et lorsque nous avons atteint les plaines de la Mesa, leur artillerie a de nouveau ouvert le feu sur nous, lorsque leur feu a été riposté par nos canons à mesure que nous avancions ; et après avoir tourné autour et près de nous pendant environ deux heures, causant occasionnellement des escarmouches pendant cette période, ils ont concentré leurs forces et ont mené une autre charge sur notre flanc gauche, qui a été rapidement repoussée ; peu de temps après, ils se sont retirés, nous avons continué notre marche ; et dans l'après-midi, nous avons campé sur la rive du San Fernando, trois milles en dessous de cette ville, dans laquelle nous sommes entrés le lendemain matin sans être attaqués.

Nos pertes lors des combats des 8 et 9 du mois furent minimes : un soldat tué, deux officiers (le lieutenant Renshaw de la marine et le capitaine Gillespie des volontaires) et onze soldats blessés. L'ennemi, monté sur de beaux chevaux et parmi les meilleurs cavaliers du monde, emporta ses morts et ses blessés, dont nous ignorons le nombre, bien qu'il ait dû être considérable. »

## Conséquences

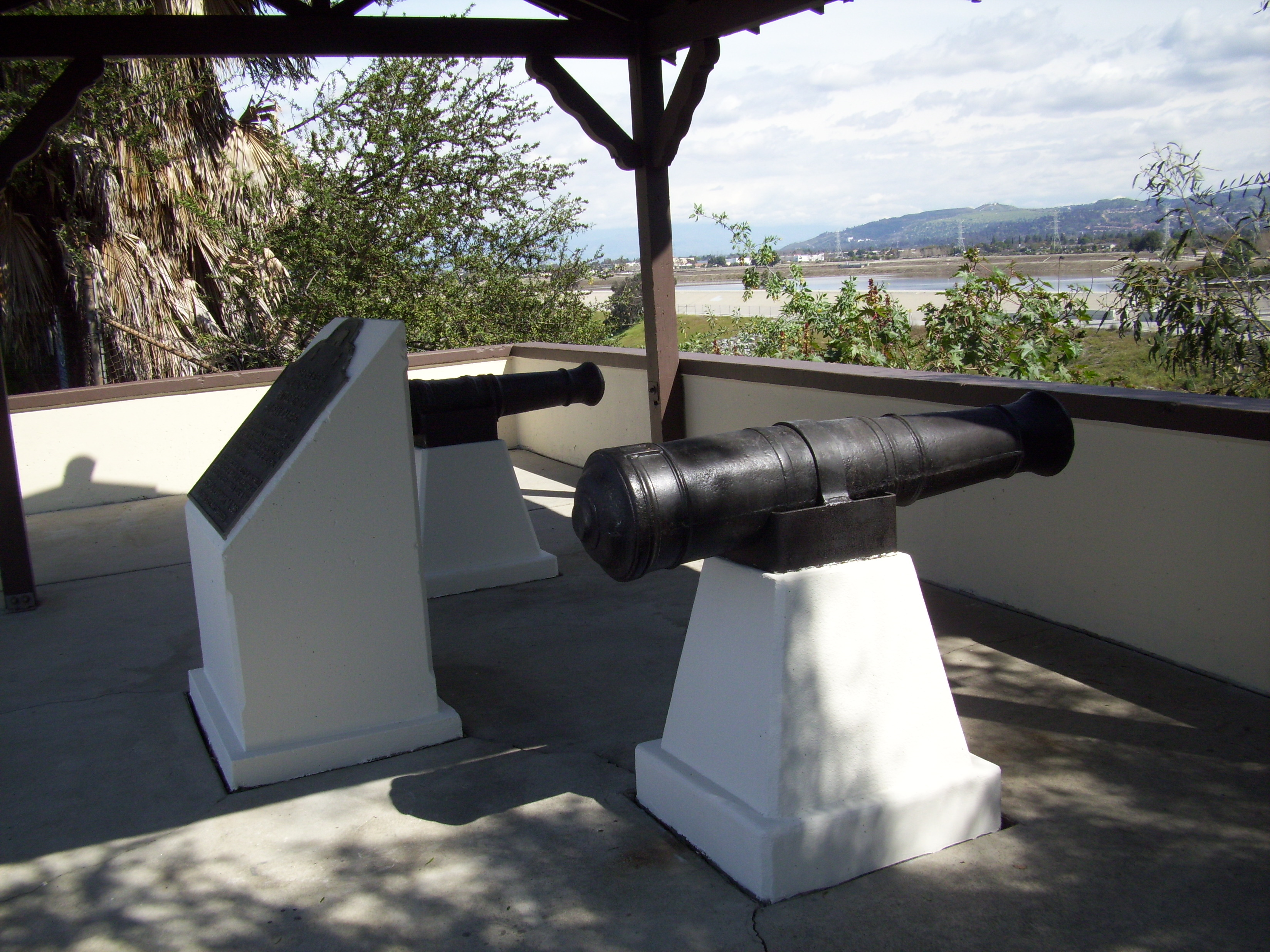
Mémorial du champ de bataille de Río San Gabriel à Montebello

Stockton et Kearny restent sur le terrain pendant la nuit et reprennent la poursuite le lendemain, se déplaçant vers l'ouest depuis le fleuve San Gabriel jusqu'aux rivières Los Angeles près de l'actuelle Vernon, à environ 6,4 kilomètres (4 mi) au sud de Los Angeles. Là, ils vainquent les troupes de Flores à la bataille de La Mesa. Le 10 janvier, les forces américaines réoccupent Los Angeles et Archibald Gillespie peut hisser le même drapeau américain sur la maison qu'il avait été contraint d'abaisser un an auparavant lors du siège de Los Angeles:192.  
Après la prise de Los Angeles et de toute la Californie du Sud, la question du commandement entre Stockton et Kearny s'envenime de nouveau:194. Stockton, qui avait été le premier gouverneur militaire de Californie, accorde ensuite ce poste à son assistant, le lieutenant-colonel (plus tard général) John C. Fremont:194. Kearny, sur la base de ses ordres plus récents du ministère de la Guerre, a revendique ce poste pour lui-même, mais est initialement ignoré.
Le 10 janvier 1847, Stockton établit son quartier général sur Wine Street, aujourd'hui connue sous le nom d'Olvera Street, dans la colonie pueblo de Ciudad de Los Angeles et aide à mettre en place un gouvernement civil ; cette maison est toujours debout et fait partie de la zone historique.
Kearny quitte la Californie le 31 mai 1847 pour Saint-Louis, avec Fremont, dont il préfère prendre la charge:196. Stockton part le 20 juin:196.  
Le site de la bataille est désormais enregistré comme monument historique de Californie n° 385. Le mémorial, marqué par une plaque flanquée de deux canons, est situé au coin de Washington Blvd. et Bluff Rd. à Montebello. Des bénévoles costumés reconstituent la bataille chaque année.

## Marqueur de monument historique de Californie
Le marqueur n° 385 des monuments historiques de Californie sur le site indique : 

« N° 385 CHAMP DE BATAILLE DU RIO SAN GABRIEL - Près de ce site, le 8 janvier 1847, les forces américaines commandées par le capitaine Robert F. Stockton, commandant en chef de la marine américaine, et le général de brigade Stephen W. Kearny, de l'armée américaine, ont combattu les Californios commandés par le général José María Flores lors de la bataille du Río San Gabriel. »

## Lectures complémentaires
- Hubert Howe Bancroft, History of California: 1846-1848, vol. 5, (XXII), History Company, 1886 (lire en ligne) (indexed at end of volume 24)
- Nevin, David; editor, The Mexican War (1978)
- John S.D. Eisenhower, So Far from God: The U.S. War With Mexico, 1846-1848, Random House Publishing Group, 2013 (1re éd. 1989) (ISBN 978-0-307-82768-5, lire en ligne)